# Fotografiando un fantasma (película de 1898)
Fotografiando un fantasma (1898) es un cortometraje dirigido por George Albert Smith. La trama se basa en dos  fotógrafos que intentan tomar una foto de un fantasma, pero fallan repetidamente.
Aunque su duración es breve, aproximada de un minuto, esta película marca un hito significativo en el desarrollo del lenguaje cinematográfico y su influencia se percibe hasta nuestros días.
La trama gira en torno a un fotógrafo que, mientras revela una fotografía, ve la aparición de un fantasma detrás del sujeto retratado. Este enfoque en lo sobrenatural y la ilusión visual fue innovador en su época y sentó las bases para el uso creativo de efectos especiales y trucos de cámara en el cine.
Una de las contribuciones de George Albert Smith en esta película fue la técnica conocida como "superposición", donde se combinaban varias tomas en una sola imagen para crear la ilusión de la presencia fantasmal. Esta técnica revolucionaria allanó el camino para futuros avances en el cine, como la edición y la posproducción, y estableció los cimientos de la narración visual en la gran pantalla.
Además de su impacto técnico, el cortometraje destaca por su habilidad para cautivar a la audiencia. La película utiliza el suspenso y la sorpresa para mantener al espectador intrigado y asombrado. Smith demuestra su maestría en la manipulación del tiempo y el espacio, creando una experiencia cinematográfica única para la época.
Es importante resaltar que Fotografiando un fantasma no solo fue una película pionera en términos técnicos, sino que también sentó las bases de un género cinematográfico que ha perdurado a lo largo del tiempo: el cine de terror. La fascinación por el mundo paranormal y la capacidad de crear ilusiones visuales cautivadoras encontraron un hogar en este cortometraje revolucionario.
La visión creativa y técnica de George Albert Smith dio lugar a una película que rompió barreras y sentó las bases para el desarrollo del cine en las décadas posteriores. Su influencia en el lenguaje cinematográfico y el género de terror es innegable, y su legado perdura hasta nuestros días. Este cortometraje sigue siendo un testimonio de la creatividad y la audacia que impulsaron el nacimiento de una forma de arte que ha cautivado a audiencias de todo el mundo.